# Auricularia delicata
Auricularia delicata es un complejo de especies de la familia Auriculariaceae que se podría dividir en al menos dos clados distintos. Se aprovecha por ser comestible y tener propiedades medicinales.

## Descripción
Basidioma de 3.8-4.5 x 5-7 cm, gelatinoso, con forma de oreja, va de pileado-sésil a subestipitado café oscuro a vino-marrón. Píleo obtricular velutinoso color blanquecino a ámbar o pardo amarillento, margen lobulado, rugoso por transparencia. El himenio tiene la superficie venosa-areolada o reticulada, pilosa, en ocasiones plegada, alveolos de pequeños a grandes, redondos o irregulares, generalmente unidos entre sí, concoloro al píleo; hinenóforo (donde se resguarda el himenio) de superficie conspicua porosa-reticulada.
Sin médula o indiferenciada cerca del himenio; sin cristales; pelos abhimeniales con una base  ligeramente ancha, hialinos, membrana gruesa, lumen septado delgado, puntas apicales agudas u obtusas, hifas solitarias de 60-100 × 5-8 µm; hifas con uniones pinzadas, 0.5-6 µm de diámetro en KOH; basidios clavados, triseptado transversalmente con gútulas oléicas, 48-65 × 4-6 µm, esterigmas generalmente ausentes; cistiodolos ausentes. Produce basidiosporas de 17.79 x 8.14 μm, van de alantoides a elipsoides, son lisas, hialinas, paredes delgadas, y generalmente con una gútula promnente, IKI–, CB–, (9.5–)10–11.5(–11.8) × (4.3–)4.5–5(–5.5) µm, L = 10.83 µm, W = 4.93 µm, Q = 2.08 (n = 30/1).
Se distingue por la presencia del retículo en el himenio, no presente en las demás especies del género. Se ha reportado como comestible en Teapa, Tabasco.

## Distribución y hábitat
Crece de forma gregaria o solitaria sobre troncos de diversas especies de árboles, ya sea en pie o tirados en el suelo de la selva.
Especie pantropical distribuida en América Central, en Belice, Costa Rica, Guatemala, Honduras, Panamá y México, en los estados de Campeche, Chiapas, Hidalgo, Jalisco, Morelos, Oaxaca, Puebla, Sonora, Tabasco y Veracruz.